# Henrik Waldemar Kyander
Henrik Waldemar Kyander, född 1 augusti 1850 i Kajana, död 4 januari 1924 i Helsingfors, var en finsk jurist och senator.

## Biografi

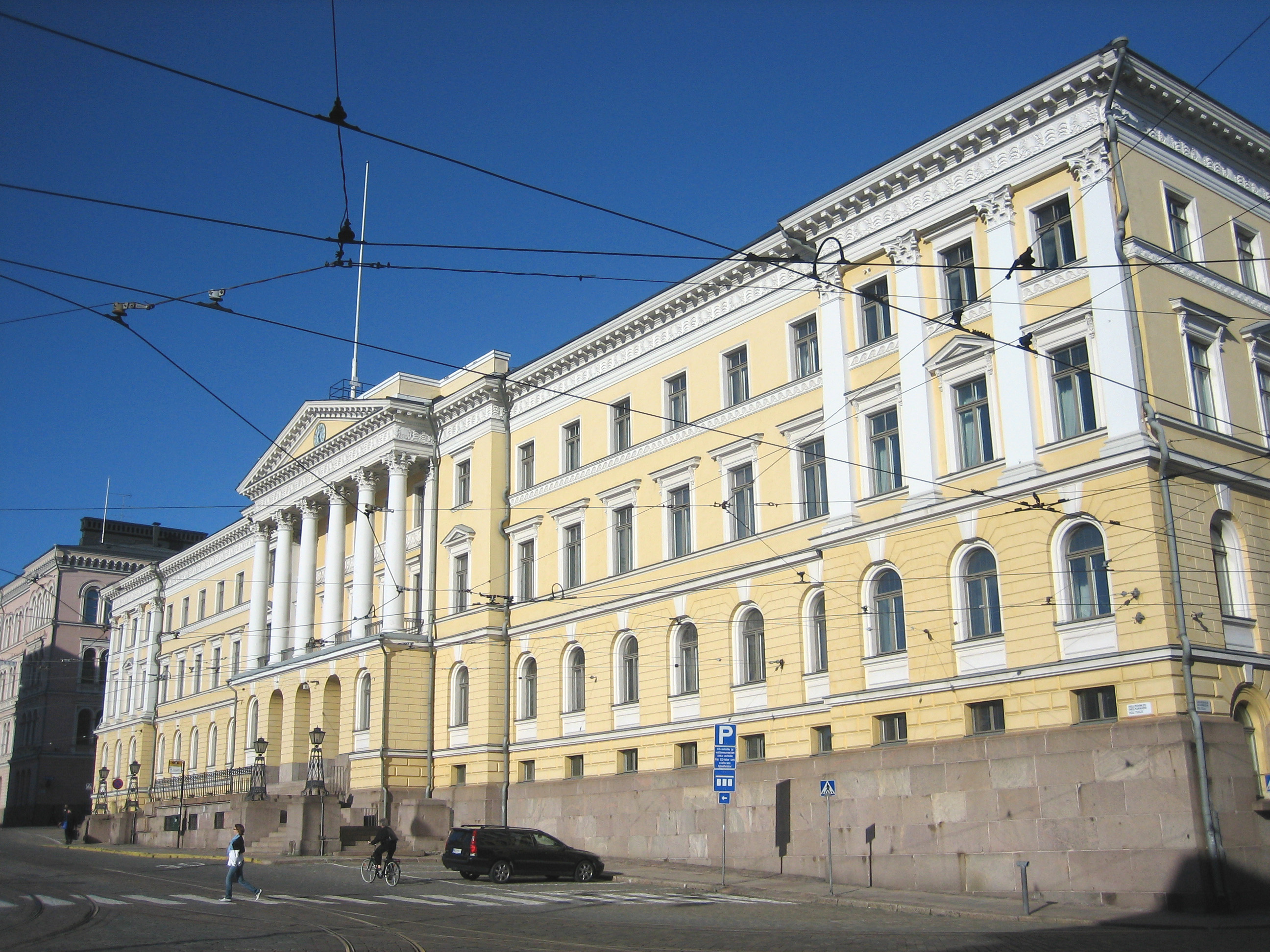
Senatshuset i Helsingfors, byggt 1822

Kyanders föräldrar var lantmätaren Samuel Henrik Kyander och Sofia Helena Kristina Cronström. Henrik Waldemar Kyander ingick äktenskap 1881 med Tora Lovisa Gripenberg (1861–1946). Han växte upp på herrgården Karolineburg i Kajana och tog studentexamen vid Kuopio gymnasium 1870.  Samma år inledde han studier i juridik vid Helsingfors universitet, med domarexamen 1874 och rättsexamen 1875. Han blev vicehäradshöding 1877 och tjänstgjorde som domare i Tammela 1892–1905. Henrik Waldemar Kyander var senator vid Justitiedepartementet vid Senaten för Finland 1905–1909. 
Som senator var Henrik Waldemar Kyander med om att i grunden förändra Finlands lagar och demokratiska förutsättningar. Senaten fungerade som Finlands regering och högsta domstol fram till 1918, och senatorerna motsvarade därmed dagens statsråd och ledamöter av Högsta domstolen. Senatorns värv var ett hedersuppdrag och de utsågs formellt för tre år i taget. Senatorerna var direkt underställda den ryska kejsaren och inte den finska lantdagen. 
Henrik Waldemar Kyander ingick i Leo Mechelins senat 1905–1908. Därmed kom han att vara med om att genomdriva en rad historiska liberala reformer, bland dem allmän och lika rösträtt och rätt att representera för män och kvinnor 1906, något hans bror Ivar Alexander Kyander motionerat för i Lantdagen redan 1897. Ståndslantdagen avskaffades, vilket var ett viktigt steg på vägen mot både självständighet och parlamentarism. Därtill infördes yttrandefrihet, pressfrihet, föreningsfrihet och mötesfrihet 1906.
Han var far till överstelöjtnanten Leo Kyander samt bror till domaren och lantdagsmannen Ivar Alexander Kyander och prosten, folkbildningsmannen Ernesti Kustaa Kyander.